# Guettarda sageretioides
Guettarda sageretioides är en måreväxtart som beskrevs av Antonio Molina. Guettarda sageretioides ingår i släktet Guettarda och familjen måreväxter.
Artens utbredningsområde är Honduras. Inga underarter finns listade i Catalogue of Life.